# Cornelius Schwanner
Cornelius Schwanner (ur. 25 września 1884, zm. 15 października 1947 w Landsberg am Lech) – zbrodniarz hitlerowski, członek personelu obozu koncentracyjnego Flossenbürg oraz SS-Hauptscharführer.
Austriak z pochodzenia, członek Waffen-SS od września 1939.  Pełnił służbę w kompleksie obozowym Flossenbürg od września 1939 do kwietnia 1945 najpierw jako strażnik, a następnie jako kierownik komand więźniarskich (Kommandoführer) w obozie głównym oraz podobozach Flossenbürga: Johanngeorgenstadt i Obertraubling. Miał na sumieniu liczne zbrodnie na podległych mu więźniach, w tym również morderstwa.
Schwanner został osądzony przez amerykański Trybunał Wojskowy w procesie załogi Flossenbürga. Skazano go na karę śmierci przez powieszenie i stracono 15 października 1947 w więzieniu Landsberg.